# Мраморный скат-бабочка
Мраморный скат-бабочка (лат. Gymnura marmorata) — вид рода скатов-бабочек семейства гимнуровых отряда хвостоколообразных. Эти скаты обитают в субтропических водах восточной части Тихого океана. Ведут донный образ жизни, встречаются на глубине до 94 м. Грудные плавники скатов-бабочек образуют диск, ширина которого намного превосходит длину. У основания хвоста имеется небольшой ядовитый шип. Позади глаз расположены брызгальца Максимальная зарегистрированная ширина диска 125 см, а длина 150 см. Эти скаты охотятся в основном на костистых рыб и ракообразных. Дорсальная поверхность диска коричневого цвет, усеяна многочисленными бледно-коричневыми пятнышками и широко разбросанными чёрными отметинами. Размножение происходит путём яйцеживорождения. Эмбрионы развиваются в утробе матери, питаясь желтком и гистотрофом. Представляют незначительный интерес для коммерческого промысла, регулярно попадаются в качестве прилова.

## Таксономия
Впервые новый вид был описан в 1864 году как Pteroplatea marmorata. Долгое время мексиканского ската-бабочку считали младшим синонимом мраморного ската-бабочки. Ситуация осложнялась тем, что оба вида встречаются довольно редко, к тому же у всех скатов-бабочек ярко выражен половой диморфизм. Для уточнения таксономического статуса  и степени морфологических и нуклеотидных различий этих номинальных видов было проведено исследование с помощью многомерного сравнения морфологии и митохондриальной ДНК. Это исследование подтвердило валидность обоих видов, а было установлено, что несмотря на текущее частичное пересечение ареалов мексиканского и мраморного ската-бабочки, они не столь близкородственные виды, как считалось ранее. Мексиканский скат-бабочка ближе связан со своим атлантическим сородичем и гладким скатом-бабочкой, а мраморный скат-бабочка имеет непосредственное индо-тихоокеанское происхождение. 

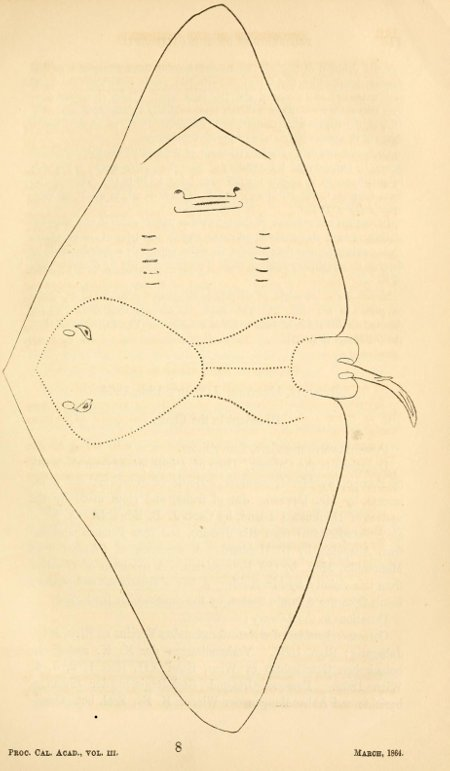
Оригинальное изображение мраморного ската. Вверху на фоне правого «крыла» представлен вид снизу.

## Ареал
Мраморные скаты-бабочки обитают в восточной части Тихого океана у берегов Мексики и Калифорнии. Они встречаются на мелководье от зоны прибоя до глубины 94 м.

## Описание
Грудные плавники скатов-бабочек сливаются с головой, образуя ромбовидный диск. Они вытянуты в виде широких «крыльев», превосходящих длину диска более чем в 1,5 раза. Рыло короткое и широкое с притуплённым кончиком. Расстояние между глазами и кончиков рыла меньше дистанции между глазамиМраморный скат-бабочка (англ.) информация на сайте «Энциклопедия жизни» (EOL).. Позади глаз имеются брызгальца. На вентральной стороне диска расположены довольно крупный изогнутый рот, ноздри и 5 пар жаберных щелей. Между ноздрями пролегает кожаный лоскут. Зубы мелкие, узкие и заострённые. Брюшные плавники маленькие и закруглённые.
Хвост нитевидный. Хвостовой, анальный и спинные плавники отсутствуют. На конце хвостового стебля имеются дорсальный и вентральный гребни, у основания хвоста присутствуют 1 или 2 шипа. Окраска дорсальной поверхности диска серо-коричневого цвета с многочисленными бледно-коричневыми пятнышками. Кожа лишена чешуи. Максимальная зарегистрированная ширина диска 125 см, а длина 150 см.

## Биология
Подобно прочим хвостоколообразным скаты-бабочки размножаются яйцеживорождением. Эмбрионы развиваются в утробе матери, питаясь желтком и гистотрофом. Вдоль тихоокеанского побережья Мексики численность этих скатов в мелких заливах существенно возрастает в апреле-мае, поскольку на это время приходится сезон размножения. У самок имеются два функциональных яичника. В помёте 4—16 новорожденных длиной 21—26 см. Самцы и самки достигают половой зрелости при ширине диска 41 и 62 см. Основную часть рациона мраморных скатов-бабочек составляют костистые рыбы.

## Взаимодействие с человеком
Эти скаты представляют незначительный интерес для коммерческого рыболовства, их мясо съедобно, как правило, оно поступает на рынок в сушёном виде. Иногда мраморные скаты-бабочки попадаются в качестве прилова при коммерческом промысле с помощью тралов, ярусов и жаберных сетей. Кроме того, данный вид страдает от ухудшения условий обитания, обусловленного антропогенными факторами.	Международный союз охраны природы присвоил этому виду статус сохранности «Вызывающий наименьшие опасения». 